# Bibionomorfs

## Introducció
Els bibionomorfs (Bibionomorpha), també coneguts com a mosquits del fong, són un infraordre de dípters nematòcers que inclou unes 12 famílies, contenint unes de les famílies més diverses de l’ordre Diptera: Cecidomyiidae. És un taxó amb bastant diversitat i és considerat un grup monofilètic. Diversos grups presenten un gran registre fòssil a través d’ambres.

## Taxonomia
L'infraordre Bibionomorpha presenta 3 superfamílies i 12 famílies:
Superfamília Bibionoidea Fleming, 1821
- Família Bibionidae Fleming, 1821 (16 gèneres i 1126 espècies)
- Família Hesperinidae Walker 1848 (1 gènere i 12 espècies)
- Família Pleciidae

Superfamília Pachyneuroidea Schiner, 1864
- Família Pachyneuridae Schiner, 1864 (5 gèneres i 6 espècies)

Superfamília Sciaroidea Schiner, 1864
- Família Bolitophilidae Winnertz, 1863 [1864] (2 gèneres i 69 espècies)
- Família Cecidomyiidae  Newman, 1834 (928 gèneres i 7279 espècies)
- Família Diadocidiidae Winnertz, 1864 (2 gèneres i 28 espècies)
- Família Ditomyiidae Keilin, 1919 (9 gèneres i 110 espècies)
- Família Keroplatidae Rondani, 1856 (114 gèneres i 1171 espècies)
- Família Mycetophilidae Newman, 1834 (211 gèneres i 4126 espècies)
- Família Rangomaramidae  Jaschhof & Didham, 2002 (9 gèneres i 32 espècies)
- Família Sciaridae Billberg, 1820 (97 gèneres i 2941 espècies)

## Morfologia
Els Bibionomorpha inclouen diverses famílies amb una gran variabilitat morfològica. Els adults en general, presenten antenes llargues i segmentades, ulls compostos ben desenvolupats i ales amb una venació característica segons la família. Cecidomyiidae té una venació alar molt reduïda. El cos sol estar recobert de setes o pèls.
Les larves es caracteritzen per tenir una càpsula cefàlica ben desenvolupada, menys en algunes famílies com Cecidomyiidae, que presenten caps hipògnats simples o reduïts. Algunes espècies de l’infraorde Bibionomorpha tenen larves amb hàbits sapròfags o micòfags.

## Distribució i hàbitat
Les larves abunden en el medi terrestres, a diferencia d’altres dipters els quals les seves larves es mouen en ambients aquàtics, es troben en l'hummus , la fullaraca, ja que s'alimenten del miceli dels fongs. Espècies com Scatopsciara cunicularius s’alimenten de fetges de plantes com Marchantia polymorpha, i el seu creixement larval varia en funció de la temperatura, oferint una potencial solució biològica per controlar aquesta planta com a mala herba.
L’infraordre Bibionomorpha te una distribució mundial, movent-se per àrees temperades i tropicals.

## Biologia i comportament

### Cicle vital
El cicle vital dels bibionomorfs inclou les fases d’ou, pupa i adult. Les femelles dipositen els ous en substrats humits, rics en matèria orgànica en descomposición o amb micelis de fongs.
En la moltes espècies. les larves són la fase predominant i més llarga, i tenen hàbits molt diversos segons la família.

### Alimentació
Alimentació de les larves
La majoria de larves es desenvolupen en humus, moo i vegetació en descomposició i podrida.
- Mycetophilidae i Keroplatidae: les larves són principalment micòfagues, desenvolupant-se en micelis i bolets. Algunes espècies de Keroplatidae són predadores i, fins i tot, algunes larves com les del gènere Arachnocampa mostren bioluminescència per atraure preses.
- Sciaridae: les larves s'alimenten de matèria orgànica en descomposició, però també poden ser plagues en hivernacles i cultius, alimentant-se de les arrels de plantes.
- Cecidomyiidae: moltes espècies formen gal·les en plantes, essent fitòfagues, mentre d’altres són predadores o micòfagues.
- Bibionidae: larves generalment sapròfagues, alimentant-se de matèria vegetal en descomposició al sòl.

Alimentació de l’adult
Els adults, generalment s’agreguen en grans quantitats en troncs d’arbres caiguts i podrits o en llocs humits i ombrívols. Aquests són lo prou grans per a notar-se a simple vista. Algunes espècies primaverals de Bibionidae són conegudes com a mosques de març o “chinches de l’amor” i s’alimenten de nèctar i pol·len. Les famílies que tenen una vida adulta curta es reprodueixen ràpidament, sense alimentació prèvia destacada.

### Comportament
Comportament reproductiu
Algunes espècies formen eixamens de reproducció (a la primavera en Bibionidae per exemple). Els mascles formen núvuls d’individus i les femelles al travessar aquest núvol són fecundades.
Comportament de defensa
Algunes larves de Keroplatidae produeixen tòxics per a capturar les seves preses. Una estratègia utilitzada en varies famílies (Sciaridae) per a evitar els depredadors, és l’activitat nocturna.

## Relació amb l'humà
S’ha vist que aquest infraordre, més específicament les larves de Sciaridae (Bradysia, Lycoriella) ataquen arrels i substrats, causant danys i infeccions com Pythium aphanidermatum en cogombres, i provocant fongs com Trichoderma en cultius de bolets.
A Sud-àfrica, existeixen espècies invasores com Bradysia impatiens, Lycoriella ingenua i L. sativae són plagues reconegudes en horts i hivernacles, amb impacte econòmic significatiu.
Però no tot son desventatges, les larves de Bibionomorpha en llocs com hivernacles, poden ajudar a reduir males herbes no desitjades (com Marchantia), tot i que la seva aplicació com a agent de control està en fases d’investigació.

## Gèneres i espècies principals
Les famílies més representatives de l'infraordre Bibionomorpha inclouen mosques petites a mitjanes. Alguns exemples són:
Bibionidae: conegudes com a mosques de març o "lovebugs". Inclou espècies com Bibio marci, comuna a Europa, i Plecia nearctica, del sud-est dels Estats Units.
Cecidomyiidae: les mosques de les agalles, formen una de les famílies més nombroses de dípters. Destaquen espècies com Mayetiola destructor (plaga del blat) i Contarinia nasturtii (que afecta crucíferes).
Sciaridae: conegudes com a mosques de fongs, les espècies del gènere Bradysia poden afectar cultius en hivernacles.
Mycetophilidae: les seves larves es desenvolupen dins de micelis o bolets, afavorint la descomposició de matèria orgànica.
Keroplatidae: moltes espècies són larvàriament predadores, i algunes com Arachnocampa presenten bioluminescència.
Anisopodidae: conegudes com a mosques de la fusta, es consideren filogenèticament properes als Brachycera.
Scatopsidae: mosques molt petites, habitualment negres, amb larves saprofítiques.
Canthyloscelidae: família petita, poc estudiada, amb espècies rares de distribució molt restringida.